# Heřman Egon z Fürstenberg-Heiligenbergu
Heřmann Egon z Fürstenberg-Heiligenbergu (německy Hermann Egon von Fürstenberg-Heiligenberg; 5. listopadu 1627 – 10. září 1674 Mnichov) byl vrchním hofmistrem, komorníkem, tajným radou a dvorský maršálkem bavorského kurfiřta Ferdinanda Marii a při císařské volbě v roce 1658 ve Frankfurtu hrál se svými bratry Františkem Egonem (1626–1682) a Vilémem Egonem (1629–1704) důležitou roli. V roce 1664 byl spolu s těmito bratry povýšen do říšského knížecího stavu.

## Život
Heřman Egon pocházel z rodu Fürstenbergů. Narodil se jako čtvrtý syn hraběte Egona VIII. z Fürstenberg-Heiligenbergu (1588–1635) a hraběnky Anny Marie z Hohenzollern-Hechingenu (1603–1652). V letech 1639 až 1643 studoval v Kolíně nad Rýnem, poté dva roky na univerzitě v Lovani. V roce 1651 se stal tajným radou na dvoře kurfiřta Maxmiliána I. Bavorského. V roce 1655 mu jeho dva bratři v duchovním stavu přenechali svůj podíl na dědictví výměnou za odstupné. V roce 1657 se mu také podařilo majetkově vyrovnat i se svým bratrem Ferdinandem Bedřichem (1623–1662).

### Povýšení do stavu říšských knížat
Fürstenbergové přináleželi ke stavu říšských hrabat. V roce 1664 byli Heřman Egon a jeho bratři s duchovní kariérou František Egon a Vilém Egon císařem Leopoldem I. povýšeni do knížecího stavu.

### Proti svému císaři
Bratři byli podporovatelé francouzského krále Ludvíka XIV., v Říši prosazovali jeho politiku. Posměšně se jim říkalo Egonisté, což mělo narážet na podobnost jejich jmen a slova egoista. Heřman Egon působil jako přední rádce bavorského kurfiřta Ferdinanda Marii. V roce 1672 ho přesvědčil, aby nevstoupil do války proti Francii, čímž si vysloužil velikou nelibost císaře Leopolda I.
V Mnichově ho v roce 1674 ranila mrtvice a následně byl pohřben v zámecké kapli v Heiligenbergu.

## Manželství a potomstvo
Ve Stühlingenu 11. července 1655 se Heřman Egon oženil s hraběnkou Marií Františkou z Fürstenberg-Stühlingenu (7. srpna 1638 – 24. srpna 1680 Vitoraz). S ní měl osm dětí:
- 1. Antonín Egon (23. 4. 1656 – 10. 10. 1716)
  - ⚭ (1677) Marie de Ligny († 18. 8. 1711)
- 2. Felix Egon (25. 11. 1657 – 5. 3. 1686 Kolín nad Rýnem), velkoprobošt kolínského kurfiřtství
- 3. Anna Adelheid (16. 1. 1659 – 13. 11. 1701 Brusel) 
  - ⚭ kníže Evžen Alexander z Thurn-Taxisu
- 4. Marie Františka (17. 9. 1660 – 8. 6. 1691) 
  - ⚭ (1687) kníže Vilém Hyacint z Nasavsko-Siegenský
- 5. Ferdinand Max Egon (24. 10. 1661 – 6. 5. 1696 Paříž), francouzský generál
- 6. Emanuel František Egon ( 7. 3. 1663 – 6. 9. 1688 u Bělehradu), císařský plukovník 
  - ⚭ (1685/1686) Marie Kateřina Charlotta z Wallenrodtu (1648 – 4. 4. 1726), vdova po Františku Antonínu z Marck-Schleidenu († 1680)
- 7. dcera (*/† 5. 6. 1665)
- 8. Jan Egon (7. 5. 1667 – před rokem 1670)